# F1 Racing
F1 Racing – czasopismo motoryzacyjne, miesięcznik pierwotnie ukazujący się w Wielkiej Brytanii o tematyce Formuły 1.
Ukazuje się od marca 1996 roku. Obecnie wydawany jest w wielu językach (po polsku od 2004 roku).